# اسکات سیتی (میزوری)
اسکات سیتی (به انگلیسی: Scott City) یک شهر در ایالات متحده آمریکا است که در میزوری واقع شده‌است. اسکات سیتی ۱۲٫۳۵ کیلومتر مربع مساحت و ۴٬۵۶۵ نفر جمعیت دارد و ۱۱۳ متر بالاتر از سطح دریا واقع شده‌است.